# 1880年の相撲
1880年の相撲（1880ねんのすもう）は、1880年の相撲関係のできごとについて述べる。

## 興行
- 1月場所（東京相撲）[1]
  - 興行場所:本所回向院
  - 晴天10日間興行
- 5月場所（東京相撲）[2]
  - 興行場所:本所回向院
  - 5月20日より晴天10日間興行
- 9月場所（大阪相撲）[3]
  - 興行場所:難波新地

## 誕生
- 1月3日 - 大緑仁吉（最高位：前頭3枚目、所属：高砂部屋、+ 1954年【昭和29年】）[4]
- 2月6日 - 2代西ノ海嘉治郎（第25代横綱、所属：井筒部屋、+ 1931年【昭和6年】）[5]
- 10月25日 - 大ノ川甚太郎（最高位：小結、所属：君ヶ濱部屋→出羽ノ海部屋、+ 1917年【大正6年】）[6]
- 12月13日 - 駒ヶ嶽國力（最高位：大関、所属：井筒部屋→関ノ戸部屋→井筒部屋、+ 1914年【大正3年】）[7]
- 12月20日 - 平ノ石辰治郎（最高位：前頭4枚目、所属：玉垣部屋→尾車部屋→峰崎部屋、+ 1925年【大正14年】）[8]

## 死去
- 9月2日 - 6代式守伊之助（立行司、* 1814年【文化11年】）[9]
- 10月21日 - 藤田川利助（最高位：前頭3枚目、所属：湊川部屋、* 1845年【弘化2年】）